# آندرا لیدز
آندرا لیدز (انگلیسی: Andrea Leeds; ۱۴ اوت ۱۹۱۴ – ۲۱ مهٔ ۱۹۸۴) یک هنرپیشه اهل ایالات متحده آمریکا بود.

## گزیده فیلمشناسی

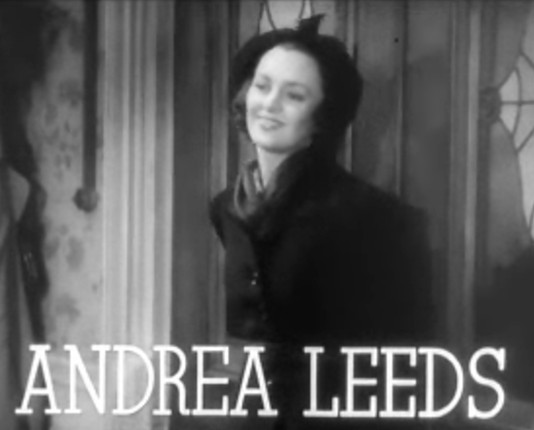

از فیلم‌ها یا برنامه‌های تلویزیونی که وی در آن نقش داشته‌است می‌توان به آثار زیر اشاره کرد.
- آنا کارنینا (فیلم ۱۹۳۵) (۱۹۳۵)
- وسوسه باشکوه (فیلم ۱۹۳۵) (۱۹۳۵)
- دختر کولی (۱۹۳۶)
- مرد من گادفری (۱۹۳۶)
- بیا و بگیرش (فیلم) (۱۹۳۶)
- در صحنه (۱۹۳۷)
- گلدوین فولیز (۱۹۳۸)